# Leptodactylus lutzi
Leptodactylus lutzi är en groddjursart som först beskrevs av Heyer 1975.  Leptodactylus lutzi ingår i släktet Leptodactylus och familjen tandpaddor. IUCN kategoriserar arten globalt som otillräckligt studerad. Inga underarter finns listade i Catalogue of Life.